# Tiberio Cenci
Tiberio Cenci (né en 1580 à Rome alors dans les États pontificaux, et mort le 26 février 1653 à Rome) est un cardinal italien du XVIIe siècle. Il est un neveu du cardinal Marcello Lante (1606) et l'oncle du cardinal Gaspare Mattei (1643). D'autres cardinaux de cette famille sont Baldassare Cenci, seniore (1695), Serafino Cenci (1734) et Baldassare Cenci, iuniore (1761).

## Biographie
Cenci est référendaire au tribunal suprême de la Signature apostolique, chanoine de la basilique Saint-Pierre, gouverneur de Jesi, gouverneur de Spolète, gouverneur de Campagne et Maritime et vice-gouverneur de Fermo. Il est élu évêque de Jesi en 1621 et nommé gouverneur de Loreto en 1622.
Le pape Innocent X le crée cardinal lors du consistoire du 6 mars 1645.

### Sources
- Fiche du cardinal sur le site fiu.edu